# 형목
형목(邢穆, ? ~ 73년 음력 5월)은 후한 초기의 관료로, 자는 수공(綏公)이며 남양군 완현(宛縣) 사람이다.

## 행적
영평 14년(71년) 4월, 거록태수에서 사도로 승진하였다.
영평 16년(73년) 5월, 회양왕의 모반이 발각되었다. 형목은 회양왕과 교류하면서 그의 역모를 알고 있었고, 부마도위 한광(韓光)과 함께 연루되어 옥사하였다.

## 출전
- 사마표, 《속한서》 제11 천문 中
- 범엽, 《후한서》 권2 현종효명제기(顯宗孝明帝紀)

| 전임 주택 (대행) | 제14대 후한의 사도 71년 음력 4월 정사일 ~ 73년 음력 5월 계축일 | 후임 왕민 |